# Прогимназия
Прогимна́зия (от лат. pro — перед и др.-греч. γυμνάσιον gymnasion — школа в Древней Греции) — общеобразовательное учреждение среднего образования в Российской империи с программой младших классов гимназии.

## История

### Россия
Прогимназии учреждены в 1864 году. В прогимназии было четыре класса (реже — шесть классов) образования, соответствовавших четырём младшим классам гимназии. Учреждались в городах, где не было гимназий, а также и в других городах империи по мере надобности. 
Прогимназии могли быть мужскими, женскими или военными. Имели право принимать экзамены на звание учителя начальной школы и первый классный чин.
В начале XX века в России было 200 прогимназий.
В конце XX — начале XXI века институт прогимназий был восстановлен в некоторых государствах и странах постсоветского пространства. 
В Российской Федерации прогимназия — вид общеобразовательного учреждения для детей дошкольного и младшего школьного возраста с 4 до 10 лет. 

### За рубежом
Прогимназии были и за рубежом, например в начале XX века в Пруссии было 43 прогимназии, а в Хорватии, в Загребском комитате, в город и крепость Карловац была прогимназия и реальная прогимназия.
В ФРГ прогимназии открыты в городках и их преимущество заключается в небольшом числе учащихся, которое часто не превышает число учеников в 250 человек.